# CFHR3
Protein liên quan yếu tố bổ thể H 3 (tiếng Anh: Complement factor H-related protein 3) là protein ở người được mã hóa bởi gen CFHR3.